# Sønderbro Sogn
Sønderbro Sogn er et sogn i Horsens Provsti (Århus Stift).
Sognet blev i 1971 udskilt fra Vor Frelsers Sogn (Horsens) og Klostersogn. Begge sogne lå i Horsens købstad, som geografisk hørte til Nim Herred i Skanderborg Amt. Ved kommunalreformen i 1970 indgik købstaden i Horsens Kommune.
I Sønderbro Sogn ligger Sønderbro Kirke.